# Ignace Kowalczyk
Ignace Kowalczyk, dit Ignace, est un footballeur germano-français né le 27 décembre 1913 à Castrop-Rauxel (Allemagne) et mort le 27 mars 1996 à Harnes. Il a été milieu de terrain ou attaquant. Comptant cinq sélections avec l'équipe de France entre 1935 et 1938, il a été l'un des joueurs sélectionnés pour participer à la Coupe du monde 1938 en France.

## Biographie
Ignace Kowalczyk est né en 1913 en Allemagne de parents immigrés polonais.

## Carrière de joueur
- FC Metz (7/1945-6/1949)
- Stade de Reims (7/1943-6/1945)
- É.F. Reims-Champagne (7/1943-6/1944)
- Stade de Reims (7/1939-6/1943)
- FC Metz (6/1937-6/1939)
- Olympique de Marseille (7/1936-6/1937)
- Valenciennes FC (7/1933-6/1936)
- RC Lens (7/1931-6/1933)

## Palmarès
- International français (cinq sélections, un but)
- Vice-champion de France D2 en 1935  (avec l'US Valenciennes)
- Champion de France 1937 (avec Olympique de Marseille)
- Finaliste de la Coupe de France 1938 (avec le FC Metz) et 1944  (avec É.F. Reims-Champagne)